# 白條毛利隆頭魚
白條毛利隆頭魚（学名：Ophthalmolepis lineolata）為輻鰭魚綱鱸形目隆頭魚亞目隆頭魚科的其中一種，分布於澳洲海域，體長可達40公分，棲息在近海礁石區海域，生活習性不明。
其种加词“lineolata”意为“有线条的”。